# Renato Monteiro
Renato Monteiro (n. Porto, 1946) é um fotógrafo português.
Renato Monteiro, licenciado pela Faculdade de Letras de Lisboa em história participou na Guerra Colonial Portuguesa na Guiné Portuguesa.

## Obra fotográfica
- Fotobiografia da Guerra Colonial.  - (obra conjunta de Luís Farinha e Renato Monteiro) (Publicações Dom Quixote, 1990 e Círculo de Leitores, 1998).
- Metamorfose (Edição Comissariado da Exposição Mundial de Lisboa, 1998).
- Olhar a Obra (Livro Estação do Oriente. Edição Centralivro, 1998) (48 fotografias).
- Eram margens da minha cidade (Catálogo/Livro, Edição Câmara Municipal de Lisboa e Exposição nos Paços do Concelho,2001).
- Lisboa Oeste e Vale do Tejo (Edição Comissão de Coordenação da Região de Lisboa e Vale do Tejo, 2002).
- Luz (álbum) (2002)
- Artes do Mar (álbum fotográfico e Exposição no Convento dos Capuchos, 2005).